# Castillo de Portumna

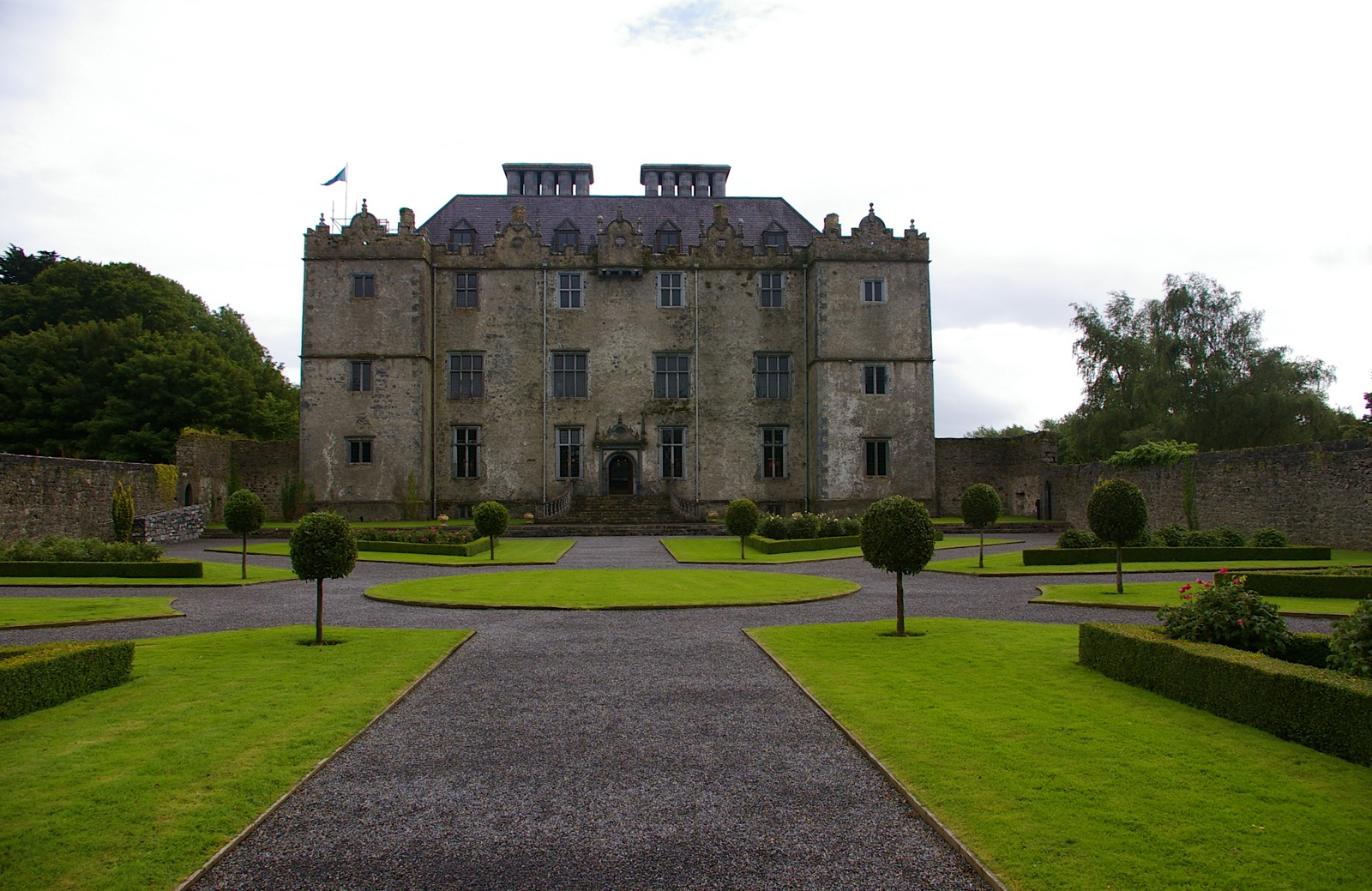

El Castillo de Portumna es un castillo situado en Irlanda, a las orillas del lago Derg (que forma parte del río Shannon y es el río más largo del país) y junto al parque forestal de Portumna, en el condado de Galway, Irlanda. Portumna se encuentra a sesenta kilómetros de la ciudad de Galway. 

## Historia
El castillo de Portumna fue construido antes del año 1618 por encargo de Richard Burke o de Burgo, quien fue cuarto conde de Clanricarde. En 1826 un incendio destruyó gran parte del Castillo, pero en 1968 la oficina de trabajos públicos con la ayuda de Duchas, que es la oficina encargada de los patrimonios nacionales de Irlanda, y FÁS, que es una autoridad del gobierno irlandés encargada de entrenar y crear trabajo a nivel nacional, empezaron las labores de reparación del Castillo que todavía continúan. 
Una de las últimas visitas más famosas de familia noble al castillo de Portumna sucedió en octubre en 1928, y fue la de Henry Lascelle (su abuela era hermana del último conde Clanricarde) y su esposa Mary (hija del rey Jorge V del Reino Unido). La firma de Mary est́́á en el libro de visita en el castillo de Portumna.

## Jardines
El Castillo de Portumna tiene unos jardines geométricos, una huerta orgánica del siglo XVIII, rodeada por una pared de piedra muy antigua, que fue reparada en 1997, y ahora tiene árboles frutales, hierbas aromáticas, verduras y flores. Durante el verano, en la huerta orgánica dan clases al público de cómo sembrar y cuidar tales plantas.

## Visitas
El horario de atención al público usualmente empieza antes del día de San Patricio, que es el 17 de marzo hasta finales de octubre, todo los días de las 10 de la mañana hasta las 6 de la tarde. Solamente la planta baja del Castillo está abierta al público así como los jardines y la huerta orgánica. Es recomendable visitar la página web y ver el horario de atención al público pues varía de año en año.